# Yinshania hui
Yinshania hui är en korsblommig växtart som först beskrevs av Otto Eugen Schulz, och fick sitt nu gällande namn av Yi Zhi Zhao. Yinshania hui ingår i släktet Yinshania och familjen korsblommiga växter. Inga underarter finns listade i Catalogue of Life.